# Bertrand de Castelnau
Bertrand de Castelnau ou de Châteauneuf-Randon, mort en juillet 1374,  à Viviers, est un prélat du XIVe siècle, issu de la famille de Châteauneuf-Randon.

## Biographie
Bertrand de Châteauneuf-Randon ou de Castelnau, dit aussi par erreur de Chalençon, descend d'une famille noble de Châteauneuf, en Gévaudan, dans le diocèse de Mende.
Clément VI le fait archevêque de Tarente en 1348. Urbain V le transfère l'année suivante au siège de Salerne, et de là à Embrun le 8 janvier 1364. Comme archevêque d'Embrun, il assiste au concile d'Apt en 1365, avec les évêques de sa province.
Le 5 septembre 1365, il est transféré d'Embrun sur le siège de Viviers, après avoir obtenu le consentement du pape Urbain V.
Bertrand de meurt en juillet 1374.

## Armoiries
| Blason | Blasonnement : D'or, au 3 pal d'azur et au chef de gueule. |

### liens externes
- Ressource relative à la religion :   - Catholic Hierarchy